# Castions di Strada
Castions di Strada is een gemeente in de Italiaanse provincie Udine (regio Friuli-Venezia Giulia) en telt 3727 inwoners (31-12-2004). De oppervlakte bedraagt 32,8 km², de bevolkingsdichtheid is 116 inwoners per km².
De volgende frazioni maken deel uit van de gemeente: Morsano di Strada.

## Demografie
Castions di Strada telt ongeveer 1383 huishoudens. Het aantal inwoners daalde in de periode 1991-2001 met 1,8% volgens cijfers uit de tienjaarlijkse volkstellingen van ISTAT.
| Jaar | Inwoneraantal |
| ---- | ------------- |
| 1991 | 3795          |
| 2001 | 3725          |

## Geografie
Castions di Strada grenst aan de volgende gemeenten: Bicinicco, Carlino, Gonars, Mortegliano, Muzzana del Turgnano, Pocenia, Porpetto, San Giorgio di Nogaro, Talmassons.

## Externe link

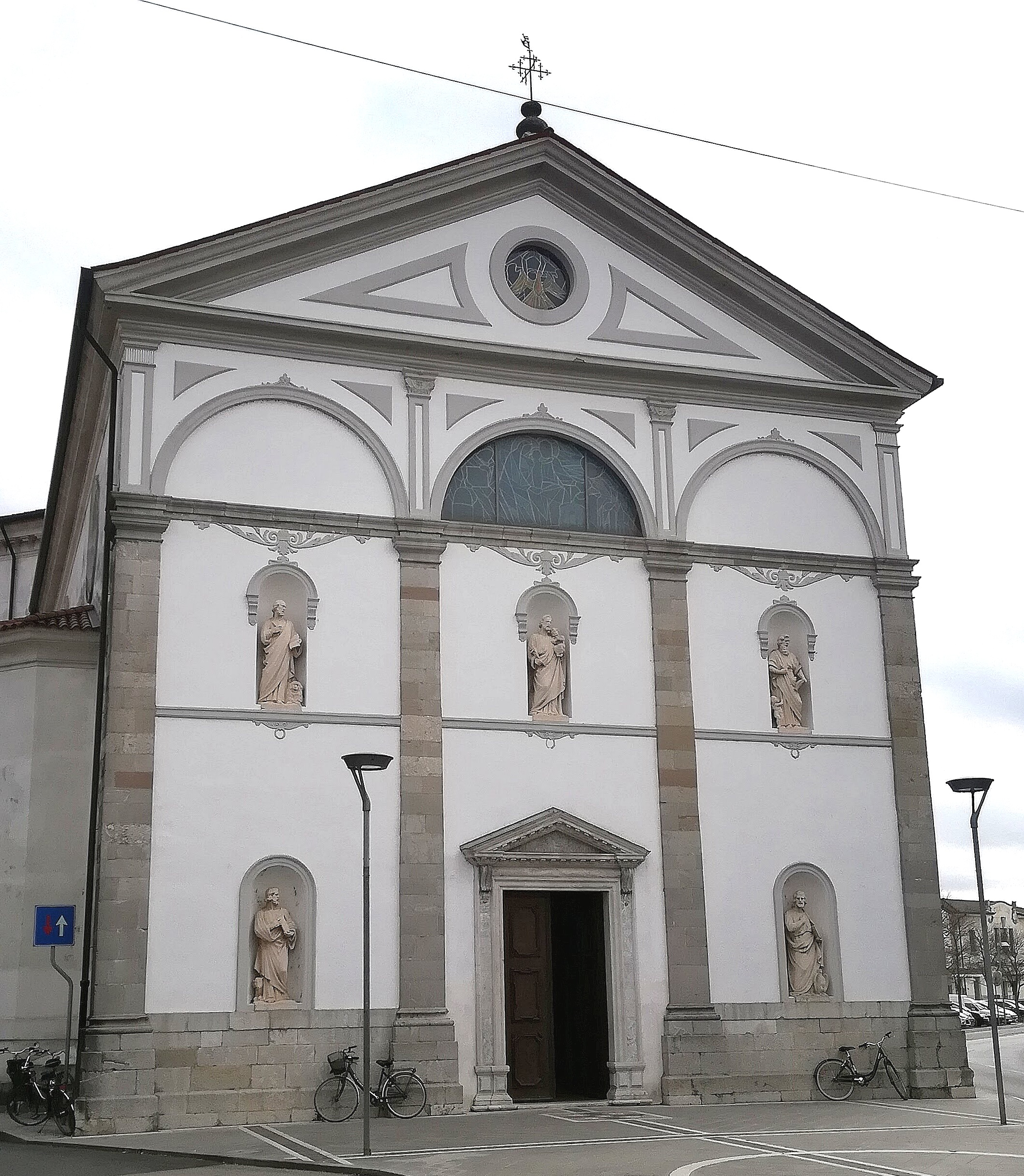
De kerk van Castions di Strada